# Bernard Van Rysselberghe
Bernard Van Rysselberghe (Laarne, 5 de outubro de 1905 - Damme, 25 de setembro de 1984) foi um ciclista belga que foi profissional entre 1929 e 1935, conseguindo 4 vitórias, entre elas uma etapa do Tour de France.

## Palmarés
- 1929
  - 1º no Grande Prêmio do Mosa
  - Vencedor de uma etapa no Tour de France
- 1931
  - 1º na Bordéus-Paris
- 1933
  - Vencedor de uma etapa na Paris-Nice

## Resultats ao Tour de França
- 1929. 14º da classificação geral. Vencedor de uma etapa
- 1931. Abandona (12ª etapa)